# Pythio
Pythio (Grieks: Πύθιο) is een dorp in het oosten van de gemeente Didymoteicho in de Griekse bestuurlijke regio (periferia) Oost-Macedonië en Thracië. Het ligt zestien kilometer ten oosten van Didymoteicho en ligt aan de linkeroever van de rivier Maritsa.
Hoewel Pythio aan de grens ligt met Turkije heeft het dorpje geen grensovergang voor auto's. Het dorp staat voornamelijk bekend als een grensdorp voor treinverkeer. De spoorlijn door Pythio verbindt Thessaloniki met Istanboel en loopt via Xanthi, Alexandroupolis en Uzunköprü. Hierdoor bevindt zich in het dorp een grote douane voor treinverkeer van en naar Turkije, om de grote hoeveelheid aan te kunnen.
Pythio stond tijdens de Ottomaanse overheersing bekend onder de naam Kuleliburgaz. Na de bevrijding van Thracië door het Griekse leger werd de officiële naam van het dorp Pythio. 